# سیارک ۸۰۴۳
سیارک ۸۰۴۳ (به انگلیسی: 8043 Fukuhara، نامگذاری:1994XE1) هشت هزار و چهل و سومین سیارک کشف شده‌است که در ۶ دسامبر ۱۹۹۴ کشف شد.
قدر مطلق سیارک برابر ۲۸.۲ است.